# Halloren- und Salinemuseum

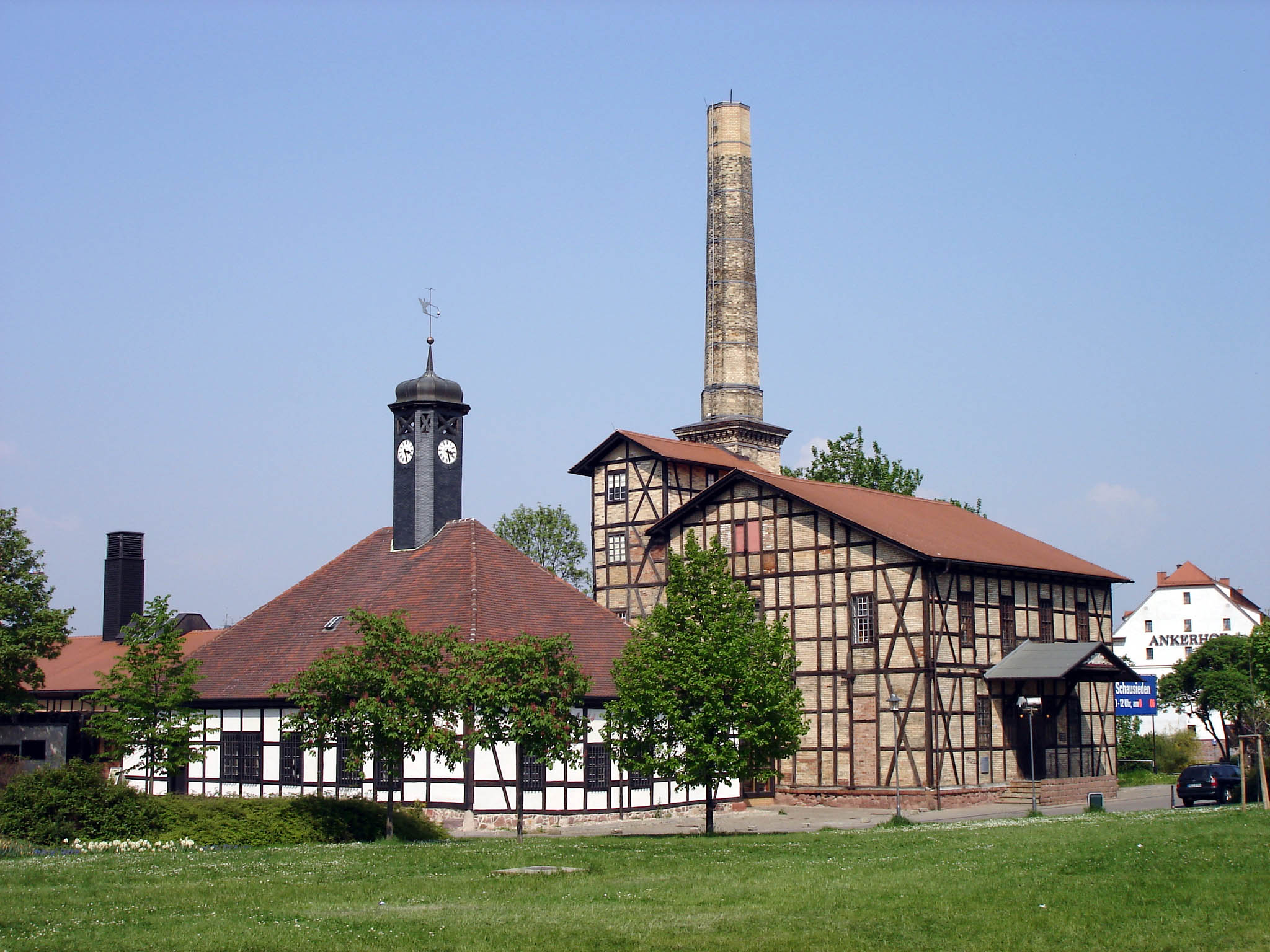
Salinemuseum an der Saale

Das Salinemuseum Halle wurde 1967 als Halloren Museum in den Gebäuden der ehemaligen Königlich-Preußischen Saline zu Halle (Saale) eingerichtet. Die Inbetriebnahme einer Siedepfannenanlage im Jahr 1969 führte zur Umbenennung in Technisches Halloren- und Salinemuseum.

## Geologische Voraussetzungen
Das Solevorkommen in Halle resultiert aus besonderen geologischen Gegebenheiten, die in engem Zusammenhang mit der Halleschen Marktplatzverwerfung stehen. Die Steinsalzlagerstätten, aus denen die Sole stammt, befinden sich im Zechstein im Untergrund von Halle und Umgebung. Die Zechstein-Serie enthält die bedeutendsten Salzlagerstätten Mitteleuropas. Andernorts wird dieses Steinsalz entweder bergmännisch mit schwerem Gerät untertage abgebaut oder es wird künstlich ausgesolt (siehe →Salzgewinnung). Im Raum Halle gelangt dieses Salz hingegen auf natürliche Weise in Form von Solequellen an die Erdoberfläche.

## Geschichte der Saline in Halle

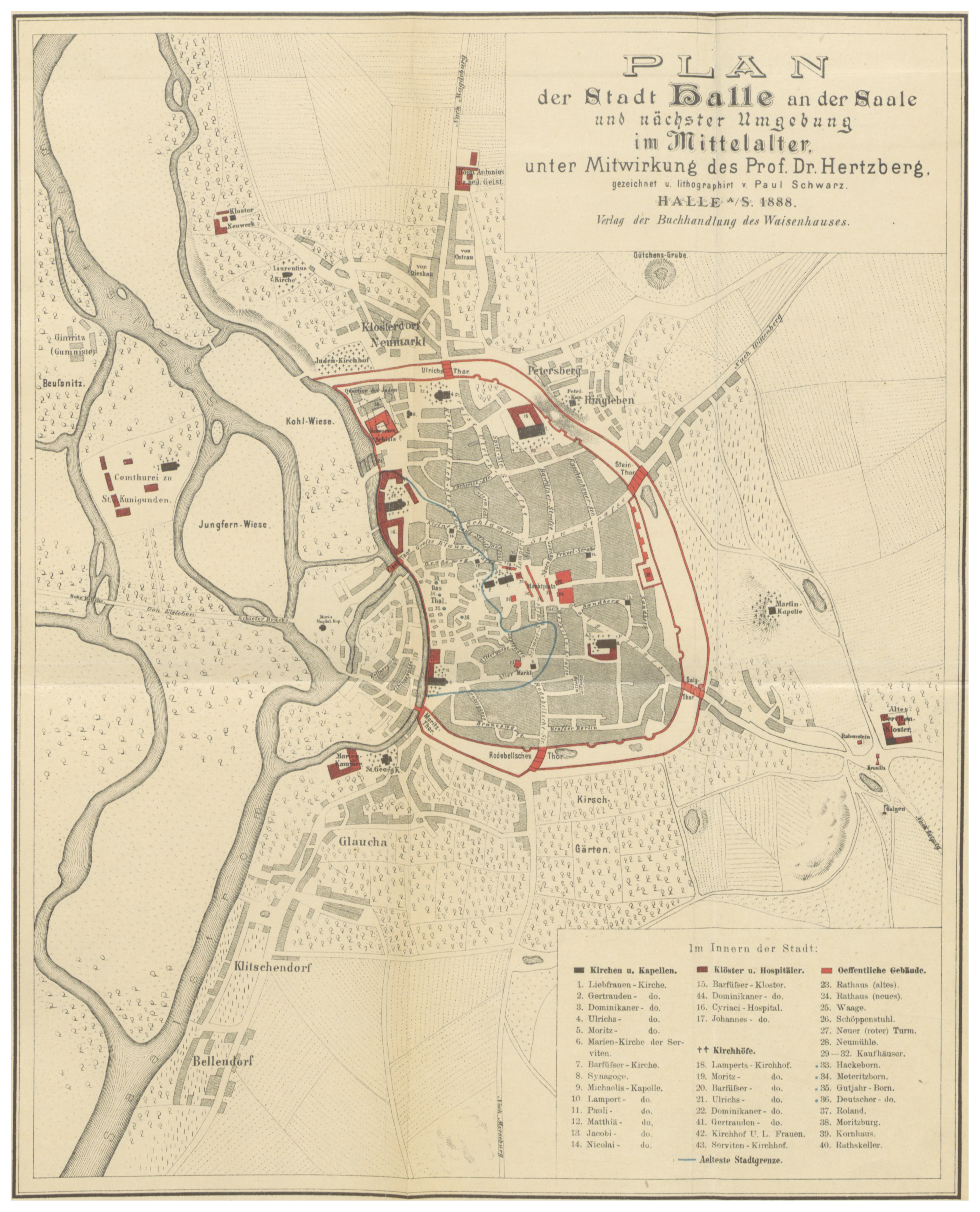
Lage der Salzquellen (33–36) in der Altstadt

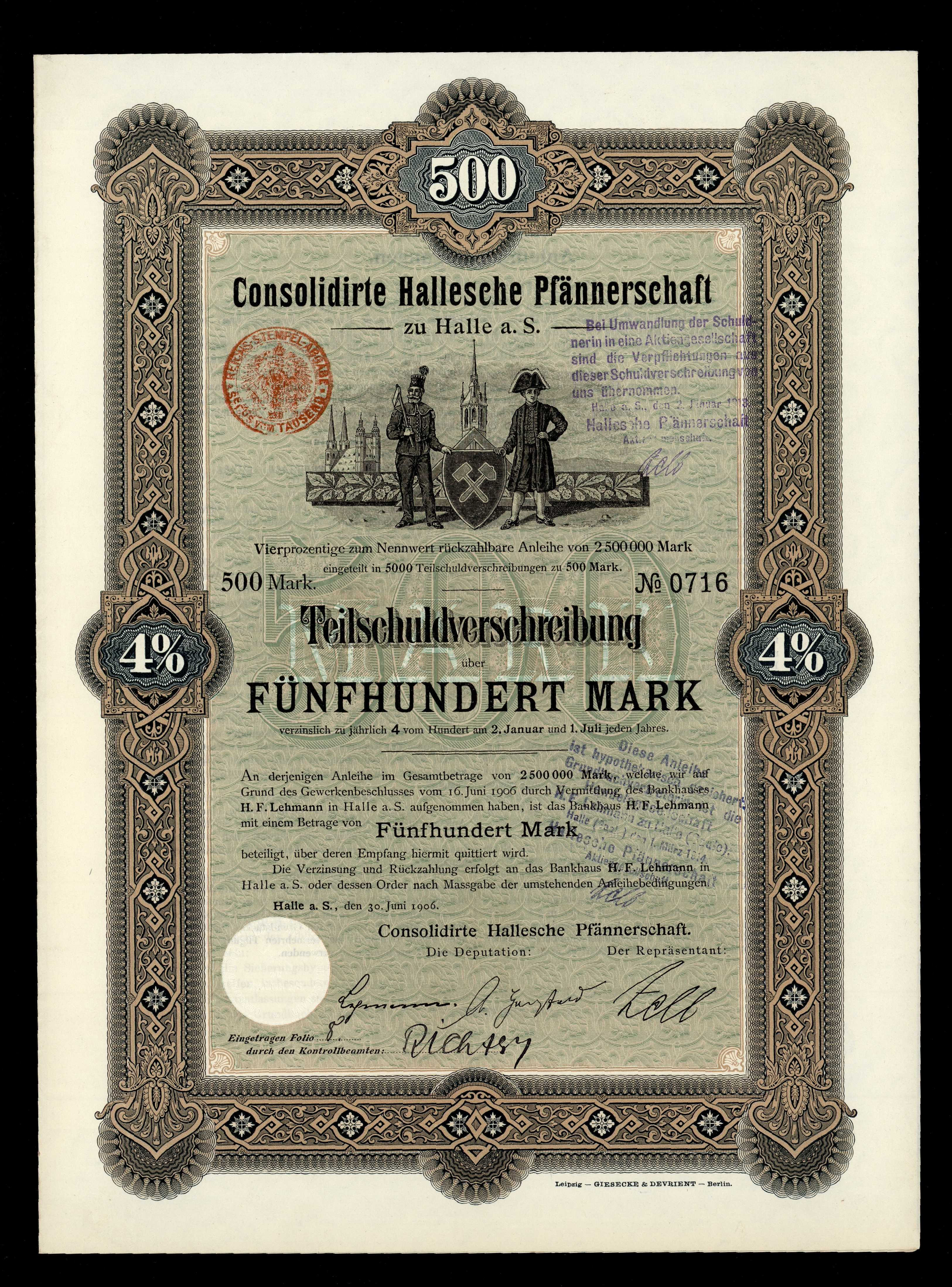
Anleihe über 500 Mark der Consolidirten Halleschen Pfännerschaft vom 30. Juni 1906

Die Salzgewinnung aus Sole hat in Halle (Saale) eine bis in die Bronzezeit zurückreichende Geschichte. Soweit dies heute zurückzuverfolgen ist, basierte sie im Wesentlichen auf der Nutzung von vier Brunnen, die um den heutigen Hallmarkt bestanden. Es handelt sich dabei um den Meteritzbrunnen (Nr. 34 in nebenstehendem Plan der Altstadt), er wurde bereits 803 erwähnt, den Gutjahrbrunnen (Nr. 35), den Hackeschen Born (Nr. 33) und den Deutschen Born (Nr. 36). Von diesen ist der Gutjahrbrunnen unter einem Haus in der Oleariusstraße noch vorhanden, jedoch seit den 1950er Jahren zugeschüttet und derzeit nicht zugänglich. Auf und um den Hallmarkt erfolgten in Siedekoten das Kochen der Sole und die Verarbeitung zu Salz. Diese Saline wurde pfännerschaftliche Saline im „Thal zu Halle“ genannt, da der Hallmarkt im Verhältnis zum Marktplatz auf einem tiefer gelegenen Geländeabschnitt liegt. 1869 wurde die Salzherstellung in der pfännerschaftlichen Saline eingestellt.
Die Königlich-Preußische Saline wurde 1721 vom Preußenkönig Friedrich Wilhelm I. in Halle (Saale) auf der heute nach ihr benannten Salineinsel der Saale aufgrund eines Vorschlags und nach Planung von Johann Paul Stecher (1662–1737) gegründet, der erster Pächter und erfolgreicher Betreiber wurde. Sie stand in Konkurrenz zur Saline der Pfännerschaft. Die Sole wurde anfangs über eine Rohrleitung von den Brunnen um den Hallmarkt herangeführt. Ab 1926 wurde ein neu angelegter Sole-Brunnen auf dem südlich gelegenen Holzplatz genutzt. Die Fundamente des Förderturms sind noch heute erkennbar (51° 28′ 45,9″ N, 11° 57′ 32,3″ O).
1868 wurde die Saline von der Pfännerschaft übernommen. 1964 wurde sie stillgelegt.

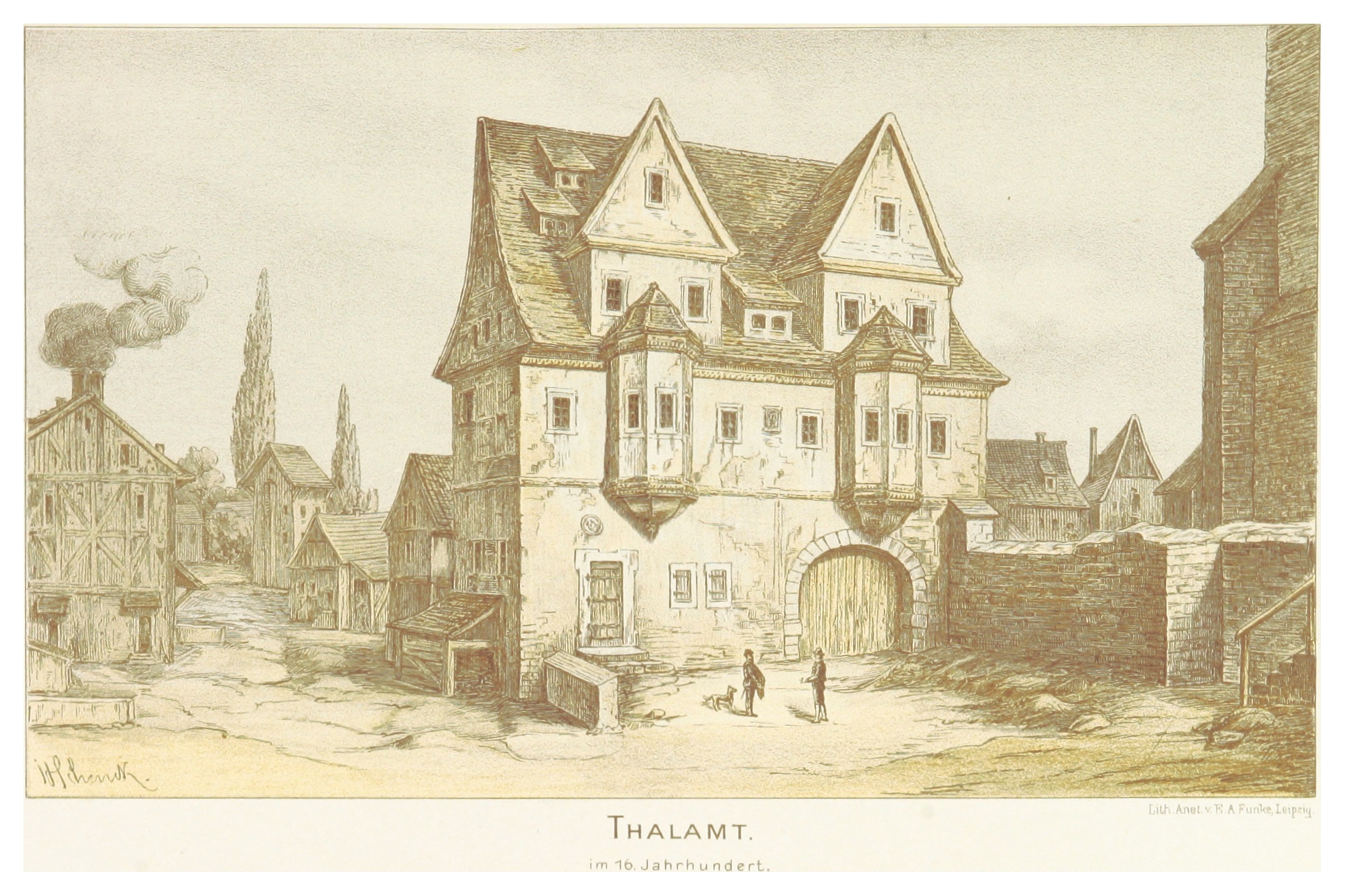
Das Thalamt war Sitz der Salinenverwaltung (um 1500)
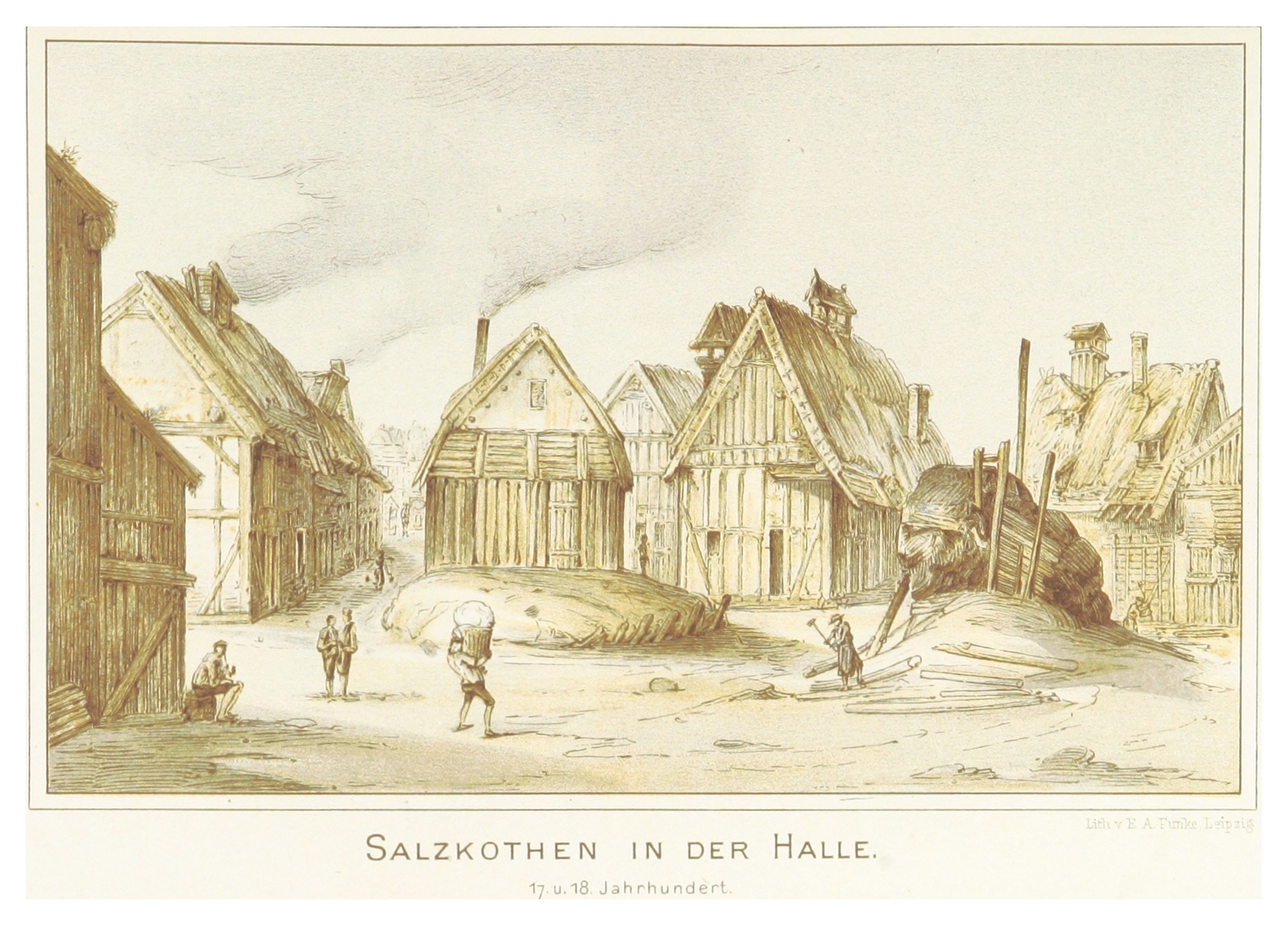
Salzkotten der Saline Halle im 17. Jahrhundert
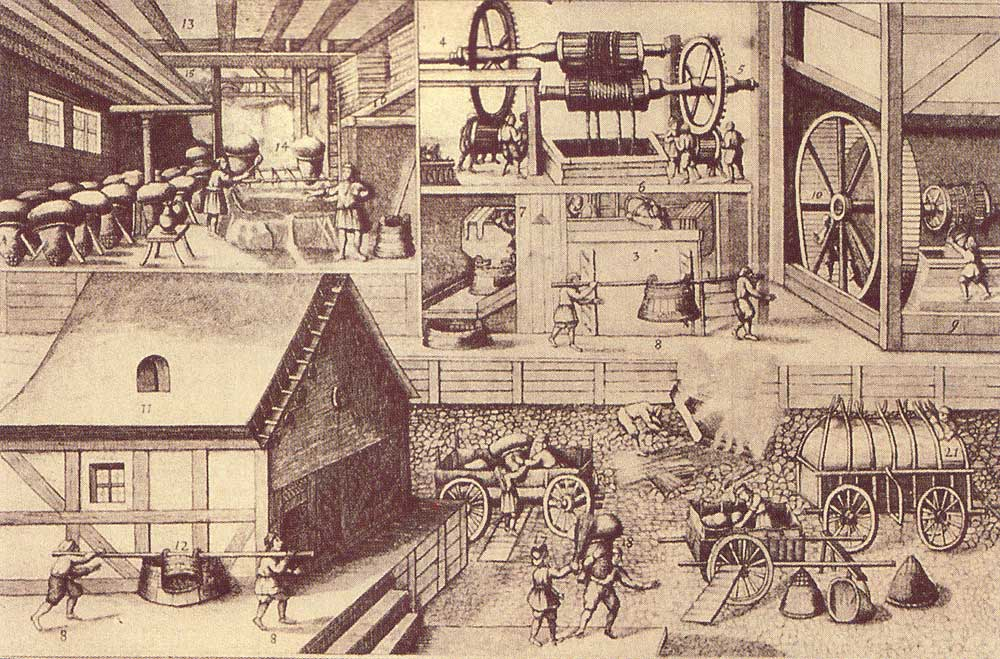
Salzproduktion in der Saline Halle, Stich um 1670

## Salinemuseum Halle
Das Museum ist seit 2020 wegen einer umfassenden Sanierung geschlossen. In den nächsten Jahren entsteht ein modernes Industriemuseum, das von der großen Salztradition der Stadt erzählt und die Schätze der Halloren – der „Salzwirker-Brüderschaft im Thale zu Halle“ – präsentiert. Das Salinemuseum wird die hallesche Salztradition und Halloren- und Salzgeschichte(n) am historischen Ort der Königlich-Preußischen Saline thematisieren. Die Geschichte von Halle (Saale) als Ort der Salzgewinnung vollzieht sich von der Vorgeschichte über das Mittelalter bis zum Ende der industriellen Produktion im Jahr 1964. Das bedeutende Industriedenkmal, in dem sich das Museum befindet, fungiert dabei auch selbst als Erzähler einer spannenden Industriegeschichte, denn Salz bildete jahrhundertelang das wirtschaftliche Rückgrat der Stadt Halle (Saale). Der technische Wandel sowie der schnelle Verschleiß von Anlagen und der Gebäudestrukturen bedingte zur Sicherstellung einer effektiven Salzproduktion immer wieder bauliche Veränderungen. Spuren davon haben sich in Form von Funktionseinheiten und mobilen Fundstücken auch innerhalb der Gebäude erhalten. Diese werden im Salinemuseum als Beispiele einer gewachsenen Industriekultur inszeniert.

## Bauwerke der Saline und des Museums
Die Bauwerke der Saline sind heute die ältesten Zeugen der Industriearchitektur in Halle. Die frühesten Bauten wurden 1719 bis 1721 errichtet. Ältester erhaltener Teil der Saline ist das heute als Uhrenhaus bezeichnete ehemalige Salzmagazin, ein Fachwerkbau aus dem frühen 18. Jahrhundert mit hohem Dachreiter. Daneben steht ein ebenfalls als Salzmagazin genutztes Fachwerkgebäude aus dem 19. Jahrhundert, an das sich ein Siedehaus aus dem Jahr 1789 nach hinten anschließt. Es gehört zu den ältesten Siedehäusern in Deutschland. Zur Saline gehören weitere Gebäude, wie ein Verwaltungsgebäude aus dem Jahr 1884 (Umbau 1910), ein weiteres Siedehaus aus dem Jahr 1874 und ein Salzmagazin von 1845.

## Kohlebahn der Saline
Die schmalspurige (900 mm) Kohlebahn lieferte einst den für das Sieden der Sole notwendigen Brennstoff in Form von Braunkohle von der Pfännerschaftlichen Grube „Alt-Zscherben“ zur Saline. Das Tagebaurestloch der Grube ist geflutet und trägt heute den Namen Friedhofsteich.

## Veröffentlichung
- Johannes Mager: Johann Gottfried Borlach. Ein biographischer Abriß anläßlich seines 300. Geburtstages, Technisches Halloren- und Salinemuseum, Reihe Schriften und Quellen zur Kulturgeschichte des Salzes – Heft 1, Halle (Saale) 1990